# Sulejman Pasja

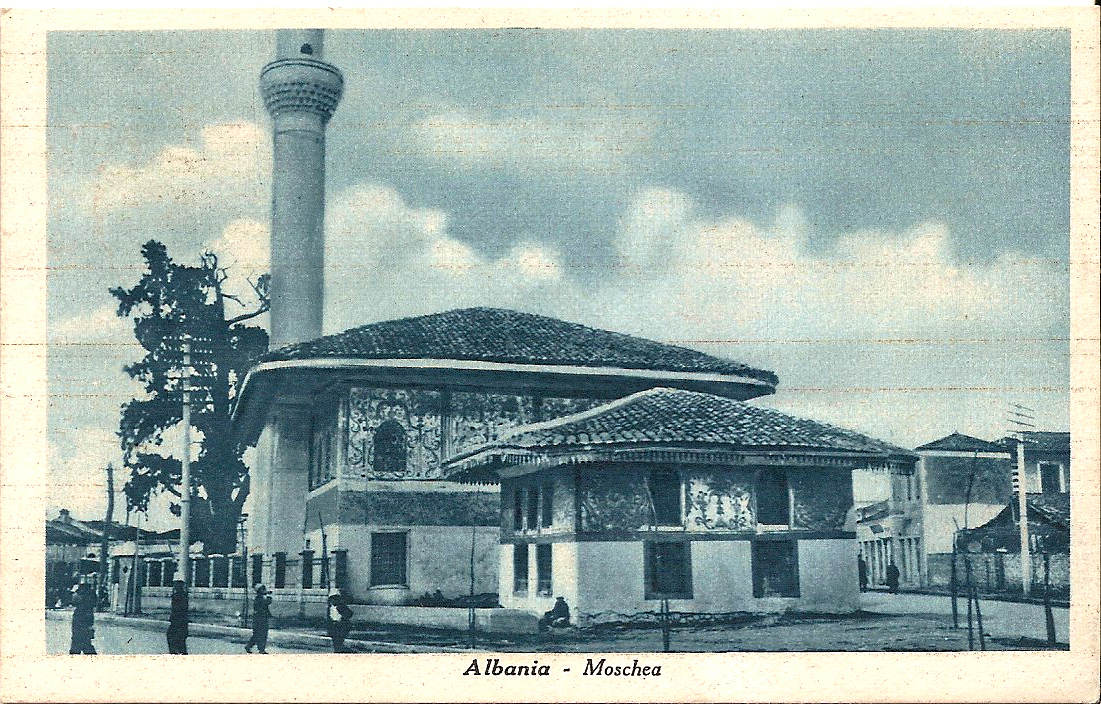
De tombe van Sulejman Pasja, met daarachter de Sulejman Pasja-moskee. Beide gebouwen werden tijdens de Tweede Wereldoorlog vernietigd.

Sulejman Pasja was een Albanese generaal in het Ottomaanse Rijk en de stichter van Tirana, de latere hoofdstad van Albanië.
In 1614 stichtte hij Tirana. Bij de resten van een oude Romeinse vesting op een kruispunt van wegen bouwde hij een moskee, marktplaats en badhuis (hamam). De stad zou oorspronkelijk Tehran hebben geheten, naar Teheran, de huidige hoofdstad van Iran. Sulejman had voor de stichting van Tirana een succesvolle campagne gevoerd tegen het Perzische Rijk der Safawiden.
Sulejman kwam oorspronkelijk uit Mullet, een plaatsje ongeveer tien kilometer onder Tirana.